# Billy Gilmour
Billy Clifford Gilmour (Irvine, Escocia, Reino Unido, 11 de junio de 2001) es un futbolista británico que juega en la posición de centrocampista en la S. S. C. Napoli de la Serie A de Italia.

## Trayectoria
Tras formarse en las filas inferiores del Rangers F. C. durante ocho años, y posteriormente del Chelsea F. C. Para la temporada 2019-20 Frank Lampard contaría con él para el primer equipo, haciendo su debut en la Supercopa de Europa ante el Liverpool F. C. En la Premier League hizo su debut el 31 de agosto en un encuentro contra el Sheffield United F. C. tras sustituir a Tammy Abraham en el minuto 83, produciéndose un empate a dos. Su primer partido completo se produjo en septiembre en un encuentro de la FA Cup ante el Grimsby Town F. C. que finalizó con un resultado de 7-1. Tras dos años en los que jugó un total de 22 partidos oficiales, en julio de 2021 fue cedido una temporada al Norwich City F. C.
El 1 de septiembre de 2022 inició una nueva etapa en su carrera después de ser traspasado al Brighton & Hove Albion F. C. En dos años disputó 60 partidos y en agosto de 2024 se marchó a la S. S. C. Napoli. Debutó el 15 de septiembre siguiente, en la victoria de visitante por 4-0 ante el Cagliari, ingresando en el minuto 74 en sustitución de Stanislav Lobotka. Al final de su primera temporada en la Serie A, ganó el Scudetto con el club napolitano.

## Selección nacional
El 19 de mayo de 2021 fue convocado por la selección absoluta de Escocia para disputar la Eurocopa 2020. El 2 de junio debutó en un amistoso ante Países Bajos que finalizó en empate a dos.

### Participaciones en Eurocopas
| Copa          | Sede     | Resultado    | Partidos | Goles |
| ------------- | -------- | ------------ | -------- | ----- |
| Eurocopa 2020 | Europa   | Primera fase | 1        | 0     |
| Eurocopa 2024 | Alemania | Primera fase | 3        | 0     |

## Estadísticas

### Clubes
Actualizado al último partido disputado el 23 de mayo de 2025.
| Club                                    | Div.          | Temporada     | Liga  | Liga  | Liga   | Copas nacionales | Copas nacionales | Copas nacionales | Copas internacionales | Copas internacionales | Copas internacionales | Total | Total | Total  |
| Club                                    | Div.          | Temporada     | Part. | Goles | Asist. | Part.            | Goles            | Asist.           | Part.                 | Goles                 | Asist.                | Part. | Goles | Asist. |
| --------------------------------------- | ------------- | ------------- | ----- | ----- | ------ | ---------------- | ---------------- | ---------------- | --------------------- | --------------------- | --------------------- | ----- | ----- | ------ |
| Chelsea F. C. Inglaterra                | 1.ª           | 2019-20       | 6     | 0     | 0      | 5                | 0                | 0                | 0                     | 0                     | 0                     | 11    | 0     | 0      |
| Chelsea F. C. Inglaterra                | 1.ª           | 2020-21       | 5     | 0     | 0      | 4                | 0                | 0                | 2                     | 0                     | 0                     | 11    | 0     | 0      |
| Chelsea F. C. Inglaterra                | Total club    | Total club    | 11    | 0     | 0      | 9                | 0                | 0                | 2                     | 0                     | 0                     | 22    | 0     | 0      |
| Norwich City F. C. Inglaterra           | 1.ª           | 2021-22       | 24    | 0     | 1      | 4                | 0                | 1                | ―                     | ―                     | ―                     | 28    | 0     | 2      |
| Norwich City F. C. Inglaterra           | Total club    | Total club    | 24    | 0     | 1      | 4                | 0                | 1                | 0                     | 0                     | 0                     | 28    | 0     | 2      |
| Brighton & Hove Albion F. C. Inglaterra | 1.ª           | 2022-23       | 14    | 0     | 1      | 3                | 0                | 1                | ―                     | ―                     | ―                     | 17    | 0     | 2      |
| Brighton & Hove Albion F. C. Inglaterra | 1.ª           | 2023-24       | 30    | 0     | 1      | 3                | 0                | 1                | 8                     | 0                     | 0                     | 41    | 0     | 3      |
| Brighton & Hove Albion F. C. Inglaterra | 1.ª           | 2024-25       | 2     | 0     | 0      | —                | —                | —                | —                     | —                     | —                     | 2     | 0     | 0      |
| Brighton & Hove Albion F. C. Inglaterra | Total club    | Total club    | 46    | 0     | 2      | 6                | 0                | 2                | 8                     | 0                     | 0                     | 60    | 0     | 4      |
| S. S. C. Napoli · Italia                | 1.ª           | 2024-25       | 26    | 0     | 1      | 2                | 0                | 0                | —                     | —                     | —                     | 28    | 0     | 1      |
| S. S. C. Napoli · Italia                | Total club    | Total club    | 26    | 0     | 1      | 2                | 0                | 0                | 0                     | 0                     | 0                     | 28    | 0     | 1      |
| Total carrera                           | Total carrera | Total carrera | 107   | 0     | 4      | 21               | 0                | 3                | 10                    | 0                     | 0                     | 138   | 0     | 7      |

## Palmarés

### Títulos nacionales
| Título  | Club            | País   | Año  |
| ------- | --------------- | ------ | ---- |
| Serie A | S. S. C. Napoli | Italia | 2025 |

### Títulos internacionales
| Título                       | Club          | País   | Año  |
| ---------------------------- | ------------- | ------ | ---- |
| Liga de Campeones de la UEFA | Chelsea F. C. | Oporto | 2021 |